# Ragamuffin (gatto)
Il Ragamuffin (spesso chiamata RagaMuffin) è una razza di gatto di selezione nordamericana. È una variante del Ragdoll ed è stata stabilita nel 1994. I Ragamuffin sono apprezzati per la loro personalità amichevole e per il pelo folto somigliante alla pelliccia del coniglio.

## Storia
Negli anni 1960, un gatto domestico bianco a pelo lungo senza pedigree chiamato Josephine, che concepì diverse cucciolate di particolari gattini, è stato ferito in un incidente d'auto e portato a un laboratorio presso l'Università della California. Dopo essersi rimesso, la sua successiva cucciolata produsse gattini eccezionalmente socievoli. Quando anche la cucciolata successiva ne diede alla luce altri con le stesse caratteristiche, la signora Ann Baker (un'allevatrice di gatti di professione) acquistò diversi gattini dal proprietario con l'intenzione di creare quella che oggi è conosciuta come il Ragdoll (originale).
La Baker, in una mossa insolita, rifiutò le associazioni tradizionali di allevamento dei gatti. Registrò il marchio "Ragdoll", impostando il proprio registro (International Ragdoll Cat Association (IRCA)) (1971 circa) e applicò standard rigorosi per chiunque volesse allevare o vendere gatti sotto quel nome. Il Ragdoll non poté essere censito in altre associazioni di razza felina.
Nel 1994, un secondo gruppo decise di lasciare l'IRCA e formarono una propria unione a causa di restrizioni sempre più severe di allevamento. In seguito questo gruppo stabilì la razza Ragamuffin. A causa del marchio istituito da Ann Baker sul nome "Ragdoll", il gruppo rinominò i loro gatti Ragdoll IRCA, Ragamuffin. Mentre il nome preferito era Liebling, il nome Ragamuffin fu proposto come alternativa da uno dei fondatori del gruppo e fu scelto.
Nello spirito di migliorare la salute genetica, la personalità e il temperamento della razza, il gruppo fece incroci con persiani, himalayani e gatti domestici a pelo lungo. Inoltre permise alcuni incroci con il Ragdoll originale (che si sono conclusi nel 2010 con i Ragamuffin riconosciuti dalla ACFA). Solo i gatti con almeno un genitore Ragamuffin e un'accettazione dalla ACFA possono essere chiamati Ragamuffin. I Ragamuffin riconosciuti dal Cat Fanciers' Association possono avere solo i genitori Ragamuffin.
La prima associazione felina ad accettare la razza negli esposizioni era la United Feline Organization (UFO), e mentre alcune principali associazioni ancora rifiutano di accettare il Ragamuffin come una razza riconosciuta (principalmente a causa della sua stretta relazione con il Ragdoll), è stato accettato dalla American Cat Fanciers Association (ACFA). Infine, la Cat Fanciers' Association (CFA) li ha riconosciuti nella classe "Vari" nel febbraio 2003 e nella classe "Campioni" nel febbraio 2011.

## Descrizione generale
I Ragamuffin sono una razza di gatto forte e muscolosa che necessita di circa quattro o cinque anni per maturare completamente.
I tratti fisici della razza includono un corpo rettangolare con un torace largo e spalle che sostengono un collo corto. Questi gatti sono classificati avendo un tipo di corpo "notevole". La testa è ampia con una fronte moderatamente arrotondata. Il mantello deve essere leggermente più lungo intorno al collo e i bordi esterni del muso, ciò causa la comparsa di una gorgiera. La pelliccia dovrebbe aumentare in lunghezza dalla parte superiore della testa verso il basso attraverso le scapole. Sebbene il pelo sia folto e setoso, non diventa opaco o annodato facilmente ed è semplice da spazzolare. Ogni colore e disegno è ammesso, con o senza bianco. Alcuni disegni di colore, come il bianco puro, sono più rari di altri e sono generalmente più richiesti. Questi sono gatti impressionanti se il colore è solido, tabby e bianco, tartarugato o mink. I Ragamuffin sono disponibili in tutti i disegni e colori, anche se i colorpoint non sono ammessi sotto gli standard CFA. A differenza dei Ragdoll, i loro occhi possono essere di qualsiasi colore, con alcuni che mostrano eterocromia.